# Karriär på Broadway
Karriär på Broadway (originaltitel: The Hard Way) är en amerikansk film från 1943 i regi av Vincent Sherman.

## Handling
Helen Chernen (Ida Lupino) förmår sin yngre syster att gifta sig med showmannen Albert Runkel (Jack Carson) för att de båda ska kunna lämna sin trista småstad och göra karriär inom showbusiness. Runkels partner Paul Collins (Dennis Morgan) ser dock igenom Helens plan och försöker förgäves stoppa den. Katherine slår snart igenom och får uppträda på Broadway. Men framgången har ett pris.

## Medverkande
- Ida Lupino - Helen Chernen
- Dennis Morgan - Paul Collins
- Joan Leslie - Katherine 'Katie' Blaine
- Jack Carson - Albert Runkel
- Gladys George - Lily Emery
- Faye Emerson - glassbarsservitrisen
- Paul Cavanagh - John Shagrue